# River Arun
River Arun är ett vattendrag i Storbritannien.   Det ligger i grevskapet West Sussex och riksdelen England, i den södra delen av landet, 80 km söder om huvudstaden London.